# 悌女星
悌女星（129 Antigone）是第129颗被人类发现的小行星，于1873年2月5日发现。悌女星的直径为125.0千米，质量为2.0×1018千克，公转周期为1774.045天。
悌女星以希臘神話的人物安提戈涅命名。